# Berovo
Berovo (v makedonské cyrilici Берово), je město ve Východním regionu Severní Makedonie. Žije v něm 7 002 obyvatel. Město, nacházející se na hranici s Bulharskem, je sídlem stejnojmenné opštiny. Nachází se 161 km východně od Skopje a 52 km od Kočanů.
Na přelomu 19. a 20. století bylo Berovo součástí Kosovského vilájetu Osmanské říše. Po balkánských válkách připadlo Srbsku a po roce 1918 se stalo součástí Království SHS, v rámci něhož administrativně spadalo pod tzv. Vardarskou bánovinu (1929-1941). Během druhé světové války město bylo anektováno Bulharským královstvím.